# ウォン・ジナ
ウォン・ジナ（ハングル：원진아、英語：Won Jin Ah、1991年3月29日 - ）は、韓国の女優。

## 学歴
- 天安女子高校（卒業）
- 湖西大学文化企画学科（中退）

## 人物・来歴
2015年、短編映画『キャッチボール』で女優活動を始め、YOOBORN COMPANYに所属する。家庭の事情もあり、夢だった女優の道を一度は諦め就職をしたが、親からの後押しもあり24歳で演技の道に進んだ。
2017年、映画『鋼鉄の雨』で初めてメインキャストに選ばれると、同年、120倍の競争を勝ち抜き、ドラマ『ただ恋する仲』（JTBC）のヒロインに抜擢される。
2023年7月、Artist Companyに移籍する。

## 出演

### ドラマ
- ただ愛する仲（朝鮮語版）（2017年、JTBC） - ハ・ムンス 役
- ライフ（2018年、JTBC） - イ・ノウル 役
- 僕を溶かしてくれ（2019年、tvN） - コ・ミラン 役
- 先輩、その口紅塗らないで（2021年、JTBC） - ユン・ソンア 役
- 地獄が呼んでいる（2021年、Netflix） - ソン・ソヒョン 役
- ユニコーン(2022年 、クーパンプレイ》　- アシュリー 役

### 映画
- キャッチボール（2015年）- チャン・ミンヨン役
- 中古、ポール（2015年）- 領地役
- 今日の映画（2015年）- 運動場後輩役
- 映画「バイバイバイ」（2016年）- ヘリ役
- 退魔：巫女の洞窟（2015年）- 聖支援スタッフ役
- 奴隷の島、消えた人々（2016年）- ソクフンの妻役
- 密偵（2016年）- 自転車修道女役
- 鋼鉄の雨（2017年） - リョ・ミンギョン 役
- プレゼント（2018年）- 弟役
- 金の亡者たち （2019年） - パク・シウン 役
- 英雄都市（2019年） - カン・ソヒョン 役
- 声/姿なき犯罪者（2021年） - カン・ミヨン 役
- ハッピーニューイヤー（2021年） - ペク・イヨン 役
- 言えない秘密（2025年）- ジョンア役

### 演劇
- ファウスト（2023年）- グレッチェン役

ミュージックビデオ
- オンリー：イ・ハイ（2021年）(하이 'ONLY' Official MV ))
- 10億光年の信号：イ・スンファン(2016年)

テレビ番組
- 全知的おせっかい視点、MBC - ゲスト（2022年8月27日放送分出演）
- 全知的おせっかい視点、MBC - ゲスト（2023年3月25日放送分出演）

## 受賞と候補
- 2018年 -第6回 アジア太平洋スターアワード 女性新人賞（『ただ愛する仲』）【受賞】
- 第54回百想芸術大賞    テレビ部門女性新人演技賞（『ただ愛する仲』）【候補】
- 第2回ザ・ソウルアワード    ドラマ部門狐新人賞（『ただ愛する仲』）【候補】
- 第14回息吹賞    ブレイクアウト俳優賞（『ただ愛する仲』）【候補】
- 第20回春史大賞映画祭  狐新人賞（『ロングリブザキング：木浦ヒーロー』）【候補】